# (100840) 1998 HD19
(100840) 1998 HD19 es un asteroide perteneciente al cinturón de asteroides, región del sistema solar que se encuentra entre las órbitas de Marte y Júpiter, descubierto el 18 de abril de 1998 por el equipo del Lincoln Near-Earth Asteroid Research desde el Laboratorio Lincoln, Socorro, Nuevo México, Estados Unidos.

## Designación y nombre
Designado provisionalmente como 1998 HD19. 

## Características orbitales
1998 HD19 está situado a una distancia media del Sol de 2,211 ua, pudiendo alejarse hasta 2,690 ua y acercarse hasta 1,732 ua. Su excentricidad es 0,216 y la inclinación orbital 3,837 grados. Emplea 1201,16 días en completar una órbita alrededor del Sol.

## Características físicas
La magnitud absoluta de 1998 HD19 es 16,7. Tiene 4,124 km de diámetro y su albedo se estima en 0,022. 